# Посольство Украины в Мексике
Посо́льство Украи́ны в Ме́ксике (укр. Посольство України в Мексиканських Сполучених Штатах) — главная дипломатическая миссия Украины в Мексиканских Соединённых Штатах, расположена в столице страны Мехико.

## Посольство
Основная задача посольства Украины в Мехико — представлять интересы Украины, способствовать развитию политических, экономических, культурных, научных и других связей, а также защищать права и интересы граждан и юридических лиц Украины, которые находятся на территории Мексики.
Посольство способствует развитию межгосударственных отношений между Украиной и Мексикой на всех уровнях, с целью обеспечения гармоничного развития взаимных отношений, а также сотрудничества по вопросам, представляющим взаимный интерес. Посольство исполняет также консульские функции.

## История дипломатических отношений
Мексика признала Украину, провозгласившую 24 августа 1991 года независимость, 25 декабря того же года. 14 января 1992 года были установлены дипломатические отношения между Украиной и Мексикой. В марте 1999 года начало свою работу посольство Украины в Мехико; официальное открытие посольства произошло в следующем году.

## Послы Украины в Мексике
1. Юрий Николаевич Щербак (27 февраля 1997 — 18 ноября 1998)[2][3]
2. Александр Сергеевич Тараненко (12 января 2004 — 14 июня 2006)[4][5]
3. Руслан Николаевич Спирин (2006—2007) временный поверенный
4. Алексей Васильевич Бранашко (13 сентября 2007 — 25 января 2012)[6][7]
5. Руслан Николаевич Спирин (25 января 2012 — 12 августа 2020)[8][9]
6. Оксана Валерьевна Драмарецкая (12 августа 2020 — 21 июля 2025)[10][11]
7. Сергей Алексеевич Погорельцев (с 21 июля 2025)[12]